# Stony Brook University
La State University of New York at Stony Brook, meglio nota come Stony Brook University, spesso abbreviata con SUNY o SBU, è un'università pubblica degli Stati Uniti situata a Stony Brook sull'isola di Long Island, circa 80 km a est di New York.
È una delle sedi della State University of New York.
Nel 2013, la U.S. News & World Report la ha classificata al 34º posto come qualità tra le università pubbliche degli Stati Uniti. La Stony Brook University gestisce, assieme al Dipartimento dell'Energia degli Stati Uniti, il Brookhaven National Laboratory, situato nelle vicinanze.
L'università è suddivisa in diversi Campus:
- Main Campus (campus principale, situato a Stony Brook)
- West Campus (campus occidentale, a Stony Brook)
- South Campus (campus meridionale, a Stony Brook)
- East Campus (campus orientale, a Stony Brook)
- Southampton Campus, a Southampton sull'isola di Long Island
- Manhattan Campus, a Manhattan, al n. 401 di Park Avenue South

L'università comprende diversi college e scuole:
- College of Arts & Sciences
- College of Business
- College of Engineering & Applied Sciences
- School of Dental Medicine
- School of Health Technology & Management
- School of Journalism
- School of Marine & Atmospheric Sciences
- School of Medicine
- School of Nursing
- School of Professional Development
- School of Social Welfare